# ایچیکاوا انوسوکه چهارم
ایچیکاوا انوسوکه چهارم (به ژاپنی: 市川猿之助 (4代目))؛ زادهٔ ۲۶ نوامبر ۱۹۷۵) یک هنرپیشه اهل ژاپن است.
از فیلم‌ها یا برنامه‌های تلویزیونی که وی در آن نقش داشته‌است می‌توان به فورین کازان (مجموعه تلویزیونی تایگا) از سری فیلم‌های مجموعه تلویزیونی تایگا اشاره کرد.